# Campionati francesi di sci alpino 1968
I Campionati francesi di sci alpino 1968 si disputarono a Morbier e a Morez; furono assegnati i titoli di discesa libera, slalom gigante, slalom speciale e combinata, sia maschili sia femminili.

## Risultati
| Specialità      | Uomini           | Donne        |
| --------------- | ---------------- | ------------ |
| Discesa libera  | Georges Mauduit  | Isabelle Mir |
| Slalom gigante  | Georges Mauduit  | Isabelle Mir |
| Slalom speciale | Jean-Noël Augert | Isabelle Mir |
| Combinata       | Georges Mauduit  | Isabelle Mir |